# Hemixera fulvida
Hemixera fulvida är en fjärilsart som beskrevs av Paul Dognin 1910. Hemixera fulvida ingår i släktet Hemixera och familjen mätare. Inga underarter finns listade i Catalogue of Life.